# José Rogério
José Rogério de Oliveira Melo, más conocido como Rogério (Pesqueira, Pernambuco, 24 de diciembre de 1990), es un futbolista brasileño que se desempeña como delantero. Actualmente juega para el Clube do Remo de la Serie C brasileña. 

## Trayectoria

### Ferroviária
El 2 de marzo de 2021, Rogério fichó por la Ferroviária de Araraquara hasta el 31 de mayo, cedido por el Bahia. Marcó su primer gol ante Botafogo de Ribeirão Preto en el Campeonato Paulista de 2021, donde su equipo ganó 5-0.

### Club Universidad Nacional
El 9 de junio de 2021, Rogério fichó en calidad de préstamo por el Club Universidad Nacional de México para el Apertura 2021. Su etapa con el equipo de la UNAM sólo duró un año, dado que el 9 de mayo de 2022 se le rescindió el contrato y volvió a la Ferroviária.
Temporada 2021-2022
Apertura 2021
Rogério haría su debut oficial el 25 de julio de 2021 ante el Atlas, partido que terminó 0-0. Anotó su primer y único gol del Apertura 2021 en la Jornada 9 ante el Mazatlán, en un partido que terminó 2-2. Rogério jugo la mayoría del Apertura 2021 como suplente.
Rogério terminó el Apertura 2021 marcando 1 gol en 10 partidos, incluyendo temporada regular y liguilla.
Leagues Cup 2021
Marcó su primer gol oficial con Pumas ante el NYCFC por los cuartos de final de la Leagues Cup 2021, partido en donde su equipo empató a 1-1 y ganaría en penales por 3-2. Posteriormente su equipo sería eliminado ante León en semifinales por marcador de 2-0.
Clausura 2022
Rogério finalmente se afianzo como titular para el Clausura 2022. En la jornada 1, Rogério arrancaría el torneo con un doblete ante Toluca en una goleada de 5-0. Una semana después Rogério volvió a marcar en la jornada 2 ante Querétaro anotando el tercer gol de su equipo en una victoria por 3-1. En la jornada 5, Rogério anotó el primer gol de su equipo en la victoria ante León por 2-1. Posteriormente, en la jornada 13 anotó el primer gol de su equipo en un empate 2-2 ante el Puebla. 
En el Clausura 2022, Rogério registra 5 goles y 1 asistencia en 13 partidos.
Liga de Campeones de la Concacaf 2022
Rogério haría su debut en la Liga de Campeones de la Concacaf 2022 en el partido de ida de octavos de final ante Saprissa, donde metió una asistencia y su equipo empataría 2-2. En el partido de vuelta Rogério marcaría el cuarto gol de su equipo en la goleada por 4-1. Rogério metió 2 asistencias en el partido de vuelta por los cuartos de final ante el New England Revolution, ayudando a su equipo a empatar el global 3-3 y a la postre ganar en penales por 4-2. Rogério vio acción en ambos partidos de semifinales ante Cruz Azul, en donde su equipo ganó 2-1 la ida y empató 0-0 la vuelta.
En la Liga de Campeones de la Concacaf 2022, Rogério registra 1 gol y 3 asistencias en 6 partidos.

### Centro Sportivo Alagoano
El 19 de julio de 2022, Rogério fichó en definitivo por el CSA hasta diciembre de 2023. Fue presentado como refuerzo del club el día 22.

## Vida personal
Tiene ascendencia en la etnia indígena Xukurú.